# Zumalacárregui (episodio nacional)
Zumalacárregui es la primera novela de la tercera serie de los Episodios Nacionales de Benito Pérez Galdós, escrita en abril-mayo de 1898 y publicada ese mismo año. Tras casi veinte años desde el final de la segunda serie, Galdós retomó en 1898 la escritura de los Episodios, impulsado quizá por el desastre del 98 en España, y –ya en lo personal– por las dificultades económicas de su mala gestión editorial.
La acción, que transcurre entre 1834 y 1835, gira en torno a la figura militar del caudillo carlista Tomás de Zumalacárregui, desde el comienzo de la guerra civil, describiendo la conquista de la ribera navarra, el avance carlista por Álava y Guipúzcoa y el sitio de Bilbao de 1835.
Para la trama novelada, Galdós se apoya en este episodio en José Fago, natural de La Canal de Berdún, un capellán al servicio del «faccioso» aspirante al trono, Carlos María Isidro de Borbón, subyugado por la personalidad de Zumalacárregui. Destaca la descripción del mencionado sitio de la ciudad de Bilbao, donde el general cayó herido, muriendo poco después, el 24 de junio de 1835. Suceso que Galdós, noveliza de esta manera:

El ayudante Plaza explicó lo sucedido, que fue... de la manera más tonta que puede imaginarse. El General observaba con su anteojo los fuertes enemigos. Algo hubo de ver que le inspiró una resolución súbita... Vuélvese para ordenar a su ayudante que mande avanzar inmediatamente el mortero emplazado entre el palacio y la iglesia, y en el momento en que lo dice, una bala de fusil rebota en el hierro del balcón y le hiere en la pierna, por bajo de la rodilla. No dijo más que... «Vamos, ya está aquí...».

Por momentos se confirmaba la noticia de que la herida no era de gravedad... cuestión de media semana. El fuego seguía: a las once acudió Eraso. Poco después se dijo que Zumalacárregui resignaba el mando en su Lugarteniente; por todo el ejército corrió la triste noticia, y los cañones enmudecieron durante un rato.

«Yo sé -dijo a Fago un oficial de Guías, que se mostró afligidísimo, y no lloraba por creer que las lágrimas deshonran el uniforme-, yo sé quién ha disparado el tiro infame, aleve, diabólico, que ha herido a nuestro General. Ha sido un soldado de Compostela, un bribón ferrolano, que tiene la más asombrosa puntería que puede imaginarse. Ya sabe usted que algunos gallegos aborrecen a D. Tomás por los tremendos castigos que aplicó en el Ferrol, en sus tiempos de coronel, para exterminar a los bandidos que infestaban aquella tierra. Llámase este asesino tirador Juan Bouzas, y me consta que juró quitarle la vida al General si ponía sitio a Bilbao.
Capítulo XXXI, (Galdós, 1898)

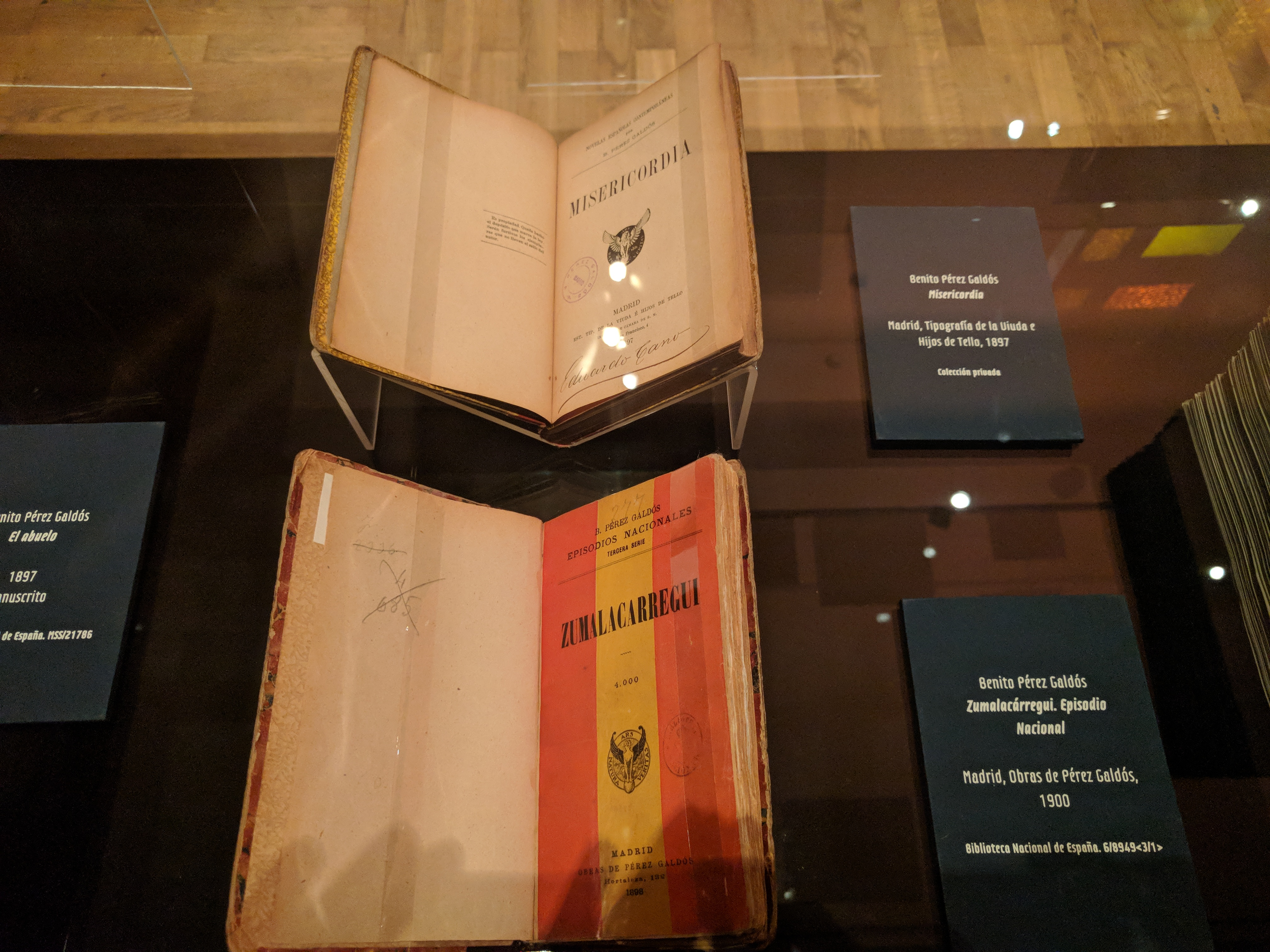
Primera edición de 1898 (abajo). Biblioteca Nacional de España.